# Quartier de l'Eure
Le quartier de l'Eure ou Leure est un quartier du Havre en Seine-Maritime.

## Situation
Situé en ville basse, il fait partie des quartiers sud en cours de requalification. Il se trouve au sud du bassin Vauban et à l'est du bassin de l'Eure.

## Toponymie
La graphie l’Eure est moderne et vraisemblablement inspirée de celle du département de l’Eure. Par contre, Leure est conforme aux formes anciennes : Lure vers 1050, Lodoro vers 1177, 1202 et Luere en 1177. Albert Dauzat et Charles Rostaing donnent le gaulois lautro, signifiant « bain », comme étymologie probable de Lure (Haute-Saône), ce qui est phonétiquement acceptable pour Leure d'après les formes anciennes. Xavier Delamarre dans un récent ouvrage reprend leur analyse en la développant. Il cite le gaulois *lautron, attesté sous la forme lautro « balneo » (« bain ») dans le Glossaire de Vienne. Lure / Leure < Lutra remonterait plus précisément à *lautrā, c'est-à-dire « les bains » au pluriel. Pour François de Beaurepaire, il s'agit plutôt d'un archétype (sic) gaulois *Lugo-durum, formé sur l'élément bien connu duron « portes > marché enclos, place, forum > bourg ».

## Histoire
Pendant le Haut Moyen Âge, le port de l'Eure (ou Leure) existait au sud-ouest d'Harfleur, sur la rive maritime de la Seine. Il servait d'abri aux navires qui attendaient la marée permettant d'entrer dans le port d'Harfleur. Le port du Havre, quant à lui, n'existe pas encore. Un village d'environ 200 habitants qui pratiquaient l'élevage et la pêche occupait le site. Le développement du port du Havre et des industries transforma radicalement ce village au XIXe siècle. Le Havre est entouré par la mer à l’ouest, par l’estuaire au sud et les falaises au nord, il reste donc l’est. Le rattachement de la partie ouest de Graville-Leure au Havre en 1852 facilite la destruction des fortifications en 1854. (Gérard Masselin "Le Havre ses quartiers sud de la petite à la grande Leure d hier à aujourd hui". C’est le début d’une mutation, les industriels déportent leurs activités à Graville et dans l’Eure, ils bénéficient des nouvelles infrastructures portuaires et citadine, des bassins furent creusés, des entrepôts furent érigés et des rails furent posés. La cloche des dockers, inaugurée en 1911, rythmait la journée de travail.

## Urbanisme
Ancien quartier portuaire, son urbanisme se caractérise par la présence de docks, d'entrepôts, de friches industrielles. Une grande partie est incluse au sein du quartier prioritaire « Centre Ancien - Quartiers Sud », avec près de 8 800 habitants en 2018 pour un taux de pauvreté de 43 %.
Depuis quelques années, le paysage de ce quartier change : les anciens immeubles sont rénovés ou réhabilités, de nouveaux bâtiments ont été construits : Les Bains des Docks ont été dessinés par l'architecte Jean Nouvel. Fin 2012, les étudiants de Sciences-Po Europe Asie et de l'INSA intégreront de nouveaux bâtiments situés à côté de l'ISEL (Institut supérieur d’études logistiques) et de la future ENSM (École Nationale Supérieure Maritime). Le nouveau pôle médical autour de la nouvelle clinique des Ormeaux a été construit dans ces quartiers où de nombreux logements sont également programmés, avec pour objectif de favoriser la mixité sociale. La Cité de la Mer et du Développement Durable (Odyssey 21) ne s'organisera pas autour d'une tour métallique d'une centaine de mètres de haut conçue par Jean Nouvel car le projet a été suspendu en 2007 et définitivement abandonné en 2013. La municipalité comptait y attirer quelque 300 000 visiteurs par an. Les docks ont été complètement transformés en salle de sport et de spectacles (Docks Océane), en centre commercial (Docks Vauban) et en parc des expositions puis de congrès (travaux commencés en 2015) (Docks Café).

## Lieux
- jardin fluvial : ils ont été aménagés dans les années 2000 le long des quais de Saône et de Marne. Ils s'étendent sur 700 mètres de long et sur une superficie de deux hectares[11]. Ils rappellent les écosystèmes du littoral et comprennent une piste cyclable et des boulodromes.
- cloche des dockers
- Les Bains des Docks
- Docks Café
- Docks Vauban
- Docks Océane
- Clinique des Ormeaux
- Église Saint-Nicolas